# Безлимитная любовь
«Безлими́тная любо́вь» — дебютный студийный альбом росийской певицы, автора песен и актрисы Люси Чеботиной (Людмила Чеботина). Релиз альбома состоялся 11 октября 2019 года на лейбле «Zhara Music».

## Список композиций
| №  | Название                                       | Длительность |
| -- | ---------------------------------------------- | ------------ |
| 1. | «Безлимитная любовь»                           | 3:04         |
| 2. | «Can't Fly»                                    | 3:00         |
| 3. | «Как ты там»                                   | 2:39         |
| 4. | «Всё не то feat. ЮрКисс»                       | 3:00         |
| 5. | «Ла-ра-лэй»                                    | 2:52         |
| 6. | «Ты меня прости Люся Чеботина feat. DJ Daveed» | 2:26         |
| 7. | «Рохи (Душа моя)»                              | 2:42         |
| 8. | «Пыль»                                         | 3:16         |
| 9. | «Переплёт из стали»                            | 2:18         |